# Кулибали, Боурама
Боурама Кулибали (фр. Bourama Coulibaly, также встречается под именем фр. Bréhim, фр. Birama или фр. Bréhima, род. 13 февраля 1994) — малийский шоссейный велогонщик.

## Карьера
В 2012 году, в возратсе 18 лет, Боурама Кулибали был включён в национальную команду для участия в Тур дю Фасо, по итогам которой он занял 53-е, предпоследнее, место. Также он финишировал 13-м на тринадцатым Чемпионате Африки в групповой гонке среди юниоров. На следующий год он снова принял стартовал на Тур дю Фасо, но был вынужден сойти с гонки на втором этапе.
Весной 2015 года принял участие в марокканской гонке Вызов принца - Трофей принца, заняв 23-е место. Зарекомендовал себя на национальном уровне, выиграв первое издание Critérium de Tienkoungoba, организованное в Куманту.
Успешно начал сезон 2016 года в местных гонках гонках, заняв третье место арене в январском Critérium de la Paix, уступив только товарищу по клубу Салией Диарру. В начале марта снова стал третьим в Mémorial Loky Diallo. В ноябре выиграл первое издание Grand Prix des Récoltes, организованное в столице страны Бамако.
В начале 2017 года Боурама Кулибали выиграл первый этап Тура Мали.
Летом он стал одним из шести малийцев, выбранных для участия в Играх Франкофонии, проходивших в Абиджане. На этих Играх в групповой гонке занял последнее 43-е место, уступив более шести минут победителю Пьеру Инджуадьену. Также в составе сборной Мали участвовал в Туре Кот-д’Ивуара, где занял заняв девятое место на одном из этапов. Вернувшись на родину стал третьим на чемпионате Мали.
В 2018 году он выиграл второй этап Тура Мали и стал лидером гонки. На следующий день, на последнем 3-м этапе, выступил неудачно и по итогам всей гонки стал третьим в генеральной классификации. Летом становится чемпионом Мали в Сиби, а затем участвует в Туре Кот-д’Ивуара в составе национальной команды Мали, где он дважды занимает второе место на 3-м и 4-м этапах.

## Достижения
2015
Critérium de Tienkoungoba
2016
Grand Prix des Récoltes
2017
1-й этап Тур Мали
Grand Prix du CNOS
3-й на Чемпионате Мали — групповая гонка
2018
 Чемпион Мали — групповая гонка
Тур Мали
3-й в генеральной классификации
2-й этап
Тур Гвинеи
2-й в генеральной классификации
1-й и 2-й этапы